# Welcome Summer
《2017 월간 윤종신 7월호》는 대한민국의 가수 윤종신의 디지털 싱글이다. 2017년 7월 21일에 발매되었다. 대한민국의 기획사 미스틱엔터테인먼트의 음악 플랫폼 월간 윤종신을 통해 발매되었다.

## 트랙 리스트
| #  | 제목               | 작사   | 작곡           | 편곡   | 재생 시간 |
| -- | ------------------ | ------ | -------------- | ------ | --------- |
| 1. | 〈Welcome Summer〉 | 윤종신 | 윤종신, 송성경 | 송성경 | 4:55      |